# Centzonuitznaua
Os Centzonuitznaua são irmãos e os filhos do mal de Coatlicue. Os Centzonuitznaua, e sua irmã Coyolxauhqui, a Deusa da lua, tentaram assassinar sua mãe ao saber de sua gravidez. Eles acreditam que a sua mãe estaria envergonhando a família, pois Coatlicue não sabia quem era o pai da criança. Os irmãos ainda diziam que sua mãe havia sido deixada dominar pelo espírito da luxúria, e que estava agindo como uma prostituta, sendo assim eles teriam que matá-la para remover essa mancha vergonhosa que sua mãe havia deixado. 
O plano foi frustrado quando seu irmão saltou do útero totalmente crescido e vestido para a batalha.  
Quando Huitzilopochtli, o Deus Sol, nasceu, e, ouvindo fofocas de sobre sua mãe, que ele não pudera conhecer, pois o vínculo mãe-filho foi quebrado quando ele nasceu, ele descobriu que os seus irmãos foram os responsáveis por assassinar a sua mãe. Ele se juntou a uma serpente de fogo e afim de vingar a morte de sua mãe foi atrás de seus irmãos para decapitá-los. Demorou um tempo, mas o Deus sol matou os quatrocentos irmãos e logo após isso foi atrás de sua irmã Coyolxauhqui. 
Os Centzonuitznaua também são conhecidos como os "Quatrocentos Sulistas", "Deuses estelares rebeldes", “Os irmãos rebeldes do Deus Sol”, e “Os Deuses estelares astecas”. 

Até o momento não se sabe a data do banquete em que os astecas comemoravam a vida dos Deuses Centzonuitznaua. 